# Entenga
Entenga (Luganda), auch nakawombe, ist eine Reihe von 15 gestimmten Kesseltrommeln mit einem zylindrisch-konischen Holzkorpus, die seit ihrer Einführung im 18. Jahrhundert bis 1966 in Uganda von sechs Musikern in der Zeremonialmusik der bugandischen Könige gespielt wurden und wegen der Auflösung der Königtümer danach praktisch verschwanden. Die Spieltradition wurde aufgrund einer Initiative 2013 wiederbelebt. Die als Rhythmus- und Melodieinstrument eingesetzten entenga-Trommeln bestehen aus zwölf von vier Musikern gespielten Melodietrommeln, einer kleinen Rhythmustrommel (entemyo) und zwei von einem weiteren Musiker gespielten großen Rhythmustrommeln (kyawakati und nakawombe).
Die entenga-Trommelreihe hat afrikanische Parallelen in Uganda, Malawi und Nigeria und wird unter dem Oberbegriff „Trommelspiel“ (englisch drum chime, „klingende Trommeln“) mit zwei melodisch verwendeten Trommelsätzen in Asien verglichen: dem Trommelkreis hsaing waing in Myanmar und der Reihe von fünf Trommeln taganing bei den Batak in Sumatra. Allen gemeinsam ist die hauptsächliche Verwendung in der rituellen Musik und eine musikalische Beziehung zu den regionalen Xylophonen. Hiervon unterscheidet sich der selten in der klassischen indischen Musik gespielte Trommelkreis tabla tarang.

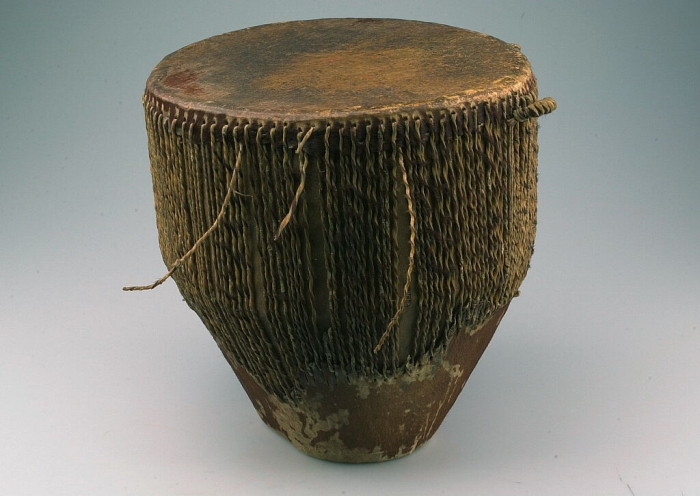
Zylindrisch-konische Kesseltrommel embuutu aus Uganda. Entspricht dem zum Trommelspiel entenga gehörenden Typ

## Herkunft
Der entwicklungsgeschichtliche Ausgangspunkt, um Rhythmen zu erzeugen, waren Schläge mit den Händen gegen den Körper und Stampfen mit den Füßen auf den Boden. Die älteste Möglichkeit, die so erzeugten Schallereignisse zu verstärken, waren Idiophone, gegeneinander geschlagene Stäbe für einzelne Schlagfolgen oder geschüttelte Rasseln, um Geräusche zu erzeugen. Das Fußstampfen ließ sich durch die Einführung von zunächst Stampfbrettern und später den in Afrika weit verbreiteten Schlitztrommeln klanglich verbessern. Die spätere Entwicklung der Membranophone geht vom gedachten Ursprung der Erdtrommel aus zur Erfindung transportabler Trommeln, die nicht mehr nur mit den Händen, sondern auch mit Stöcken geschlagen wurden.
Die beiden hauptsächlichen Typen von großen Trommeln sind zum einen Röhrentrommeln, die in ihrer natürlichen Form zylindrisch sind und einen Korpus aus Holz besitzen, weil sie wie Schlitztrommeln aus einem Baumstamm ausgehöhlt werden. Für den anderen Typ der Kesseltrommeln ist das charakteristische primäre Material Ton, aus dem sich am einfachsten eine Schale formen lässt. Die zunächst von einem Baumstamm gerade abgesägten Trommeln wurden irgendwann in ihrer Größe soweit reduziert, dass sie schräg oder senkrecht aufgestellt und von einem Musiker im Stehen gespielt werden können. Ihrer Länge wegen schräg auf den Boden gestellt wird etwa die lange hölzerne Zylindertrommel (igba, nkwa, ogwe) der Igbo in Nigeria. Eine Weiterentwicklung ist es, an der Unterseite drei oder vier Füße herauszuschlagen, damit die Trommel auf einem weichen unebenen Boden besser steht. Trommeln mit derartigen „Zähnen“ sind aus nahezu ganz Afrika bekannt.
Die Formen afrikanischer Trommeln lassen sich bestimmten Verbreitungsregionen zuordnen. So sind etwa Sanduhrtrommeln mit gegeneinander verspannten Membranen von variabler Tonhöhe zusammen mit Doppelglocken (wie der gankogui) ein Charakteristikum für die Musik der westafrikanischen Küste bis nach Nigeria, während für ostafrikanische stehende Holztrommeln anstelle der Füße die zylindrisch-konische Form mit einer kleinen kreisförmigen Standfläche typisch ist. Hierzu gehört die entenga. Eine solche kleine Standfläche besitzen neben dem ugandischen Trommeltyp auch Bechertrommeln mit einem langen schlanken Fuß.
Von diesen Trommeltypen werden Kesseltrommelpaare unterschieden, die von der arabischen naqqara abstammen und mit der islamischen Kultur zu den muslimischen Herrscherhöfen in der Sudanregion kamen.
Angesichts der zahlreichen Formvarianten und Mischformen innerhalb der drei großen Gruppen Kesseltrommeln, einfellige und zweifellige Röhrentrommeln verwendet Bernhard Ankermann (1901) anstelle der Korpusform die Art der Membranbefestigung als das charakteristische Merkmal zur Klassifizierung der afrikanischen Trommeltypen. Die entenga mit ihrer Schnurspannung längs bis zur Unterseite des Korpus steht damit in einer Gruppe (3.a) mit Sanduhrtrommeln, Zylindertrommeln und kegelstumpfförmigen Trommeln. Die anderen Methoden der Membranbefestigung sind in die Korpuswand eingeschlagene Holzpflöcke, mit Keilen gespannte Ringe aus Pflanzenfasern und nur selten bei kleineren Trommeln eine am Rand aufgeklebte Membran. Für letztere Methode gibt es für Uganda einen fotografischen Beleg einer auf drei Beinen stehenden Holztrommel vom Anfang des 20. Jahrhunderts. Aus derselben Zeit ist ein Exemplar einer Trommel aus Busoga erhalten, deren Membran an einem mittigen Ring verschnürt ist. Für die große Mehrheit der ugandischen einfelligen Trommeln verbleibt die Fixierung der Membran an Pflöcken.
Die Korpusform ugandischer Trommeln variiert zwischen den Extremen: der schlanken Zylindertrommel fumbo der Adhola (Jopadhola) im östlichen Distrikt Tororo mit 16 Zentimetern Durchmesser und einer Länge von 105 Zentimetern, und der ntimbo der Banyoro in Westuganda mit einem flachen schalenförmigen Korpus. Zahlreiche weitere einfellige Trommeltypen existieren mit Korpusformen dazwischen. Fumbo und ntimbo sind Zeremonialtrommeln. Die bedeutendste Zeremonialtrommel in Uganda war die auf einer Ssese-Insel aufbewahrte Bechertrommel timba mit figürlichem Schnitzwerk des Kabaka von Buganda. In Buganda und in anderen Regionen ist die schlanke, sich nach unten verjüngende Röhrentrommel engalabi die am häufigsten verwendete Trommel für festliche und zeremonielle Anlässe. Die 90 bis 12 Zentimeter lange engalabi wird in senkrechter Position oder schräg zwischen den Beinen gespielt.
Die Zeremonialtrommel am Hof von Buganda, timba (Luganda für „Python“), heißt so, weil das Relief einer Schlange auf ihren Korpus geschnitzt ist. Sie wurde nur von Heilern bei mit Schlangen in Verbindung stehenden Besessenheitsritualen eingesetzt. Nach der Überlieferung wurde sie Anfang des 16. Jahrhunderts eingeführt. Kaum weniger hat sich die mündliche Überlieferung mit der entenga beschäftigt. Der bugandische Politiker und Ethnograph Apolo Kaggwa hielt im Jahr 1908 erstmals ausführlich die Überlieferung zur Herkunft der entenga schriftlich fest. Zur Geschichte des Lugave-Clans (einer der fünf ursprünglichen Clans des Königreichs Buganda) schreibt er auf Luganda über die entenga:
Einst trafen sich im Kyagwe County (im Distrikt Mukono) vier junge Männer, die jeder für sich das Spiel der entenga erlernten. Als sie dieses beherrschten, begleiteten sie als Musiker zunächst Mmunyi, der Heilerpriester des Besessenheitskults um den unsterblichen Geist (auch Kriegsgott) Nende im nahegelegenen Ort Bukeerere war. Nende, der dort an seinem Heiligtum verehrt wurde, lernte so die vier Trommler kennen, die fortan in seinen Diensten spielten. Eines Tages begleiteten sie Nende zum königlichen Palast, wo Kabaka Kyabagu den Klang der entenga hörte. Davon angetan nahm der die Trommeln Nende weg und behielt sie für sich. Den vier Musikern schenkte er ein Dorf und machte sie reich. Weitere Trommeln kamen später hinzu, aber der Trommelsatz verblieb im Besitz des Kabaka. Kyabagu ließ die Musiker regelmäßig vorspielen und gab ihnen als Dank für seine Wertschätzung außerdem einen kawawa genannten Speer, der zum Schutz der Trommeln immer in deren Mitte in den Boden gesteckt werden sollte.

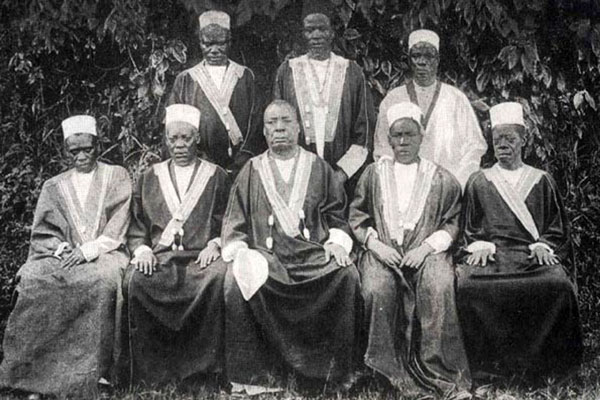
Hofbeamte beim Kabaka von Buganda, 1890er Jahre

Die Erzählung enthält noch weitere Details und etliche Eigennamen von handelnden Personen, um die Bedeutung der Geschehnisse plastisch zu machen. Mmunyi, der als erster Bewahrer der Trommeln erscheint, verkörpert den Geist Nende. Hinzu kommt der Titel Kajugujwe für das Oberhaupt des örtlichen Butiko-Clans (Pilz-Totem-Clan), eine Position, die Mmunyi innehatte. Kajuguwe und Nende waren einst die Namen realer Menschen. Von Nende wird gesagt, dass er Lusoga sprach und ein Musoga war (Singular Musoga, Angehöriger des Königreichs Busoga). In Busoga glaubt man entsprechend, dass die entenga von dort nach Buganda gebracht wurde.
Die Ankunft dieser namentlich erwähnten Personen verankert die entenga in der eigenen Tradition des Königreichs Buganda. Den Namen Kajuguwe sollen einst die Nachkommen eines gewissen Kawere übernommen haben, der ein Jahrhundert vor den geschilderten Ereignissen um die Trommeln angeblich aus einem weiter im Westen von Buganda gelegenen Gebiet herkam. Am Ufer des Victoriasees traf dieser Kawere auf drei furchterregend aussehende Gestalten, die ihm jedoch erklärten, friedfertig zu sein und zum Kabaka (auf eine Ssese-Insel) zu wollen. Einer der drei fremden Männer war Nende, der als Mensch gegen Ende des 17. Jahrhunderts gelebt haben soll. Der spätere Geist Nende beschützte das Reich in seiner Eigenschaft als Kriegsgott und machte den Kabaka mit den entenga-Trommeln vertraut. Die über den Namen Kajugujwe hergestellte Verbindung zum Butiko-Clan verlegt den Ursprung der Trommeln in ein zentrales Gebiet von Buganda, wo dieser Clan zuvor siedelte. Dem Butiko-Clan wird auch die Urheberschaft anderer musikalischer Aktivitäten zugeschrieben, darunter des von Trommeln und Gesang begleiteten bugandischen Königstanzes amaggunju. Traditionell haben die Spielpraxis der Ende des 16. Jahrhunderts eingeführten amaggunju-Trommeln und der entenga-Trommeln einiges gemeinsam.
Für die Dauer seiner von 1750 bis 1780 währenden Herrschaft gab es Spannungen zwischen Kabaka Kyabagu und seinen Untergebenen, er starb bei der Rebellion der Prinzen. Dass Kyabagu persönlich an Musik und an den entenga interessiert war, geht aus mehreren Liedern hervor, die Anekdoten aus seinem Leben und von seinen problematischen politischen Entscheidungen erzählen. Neben den Akteuren, die für die Etablierung der entenga verantwortlich waren, lässt sich den Erzählungen auch entnehmen, dass die amaggunju-Trommeln bereits vor den entenga bekannt waren, die wahrscheinlich unter Kabaka Kyabaggu in der zweiten Hälfte des 18. Jahrhunderts in die höfische Musik aufgenommen wurden. Dass die Musiktradition von Buganda auch anderweitig Neuerungen aufgeschlossen war, macht die Einführung der über arabische Händler nach Uganda gelangten Röhrenspießgeige endingidi Anfang des 20. Jahrhunderts deutlich.
Das Verbreitungsgebiet der Trommelspiele in Uganda nach Klaus Wachsmann (1965) ist der Osten des Königreichs Buganda (mit dem Distrikt Mukono), das östlich angrenzende Königreich Busoga, Bugwere (Gebiet der Bagwere) und das Gebiet der Langi in der nördlichen Mitte des Landes.

## Bauform

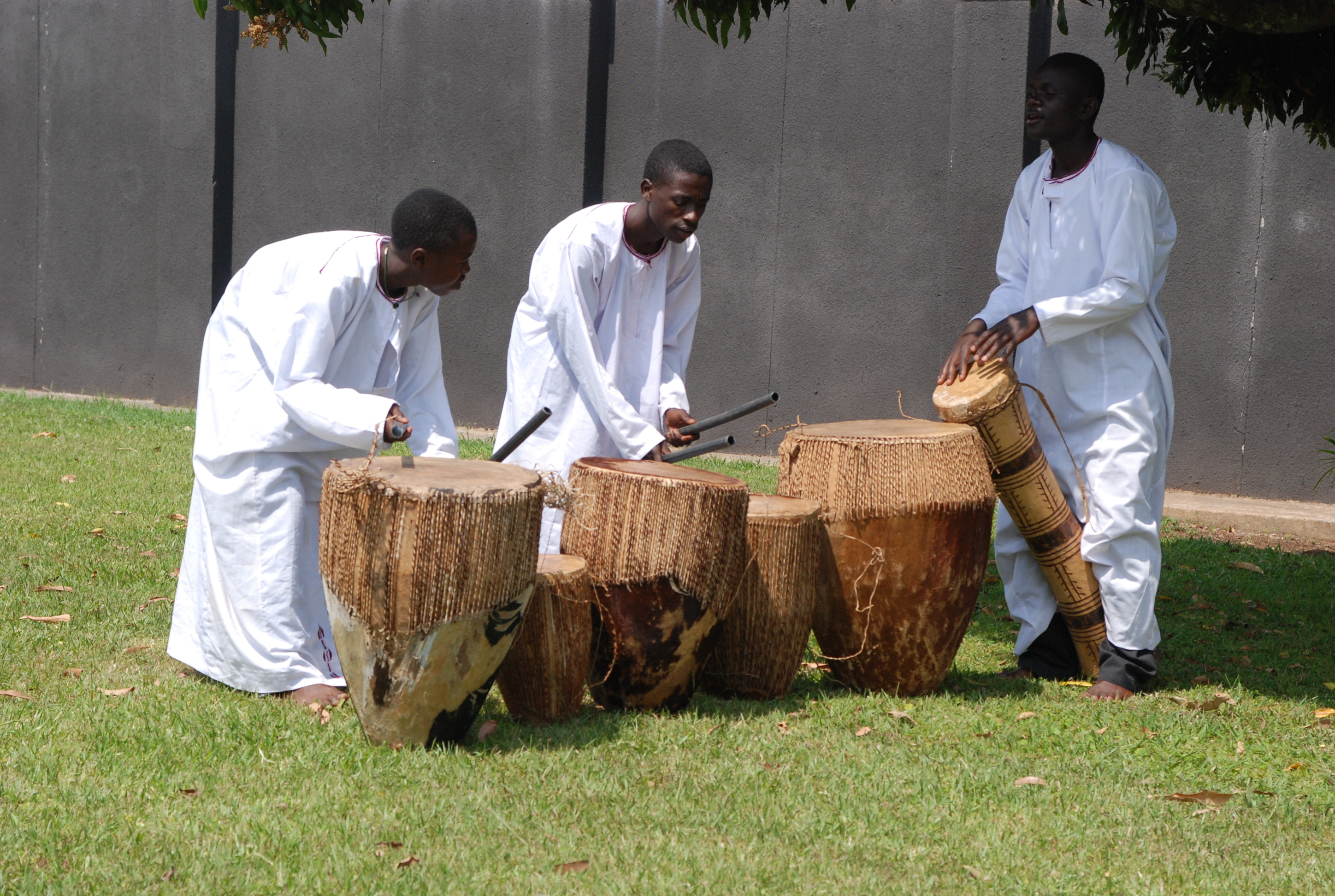
Fünf Kesseltrommeln vom entenga-Typ und eine Zylindertrommel im Reich Toro im Westen Ugandas

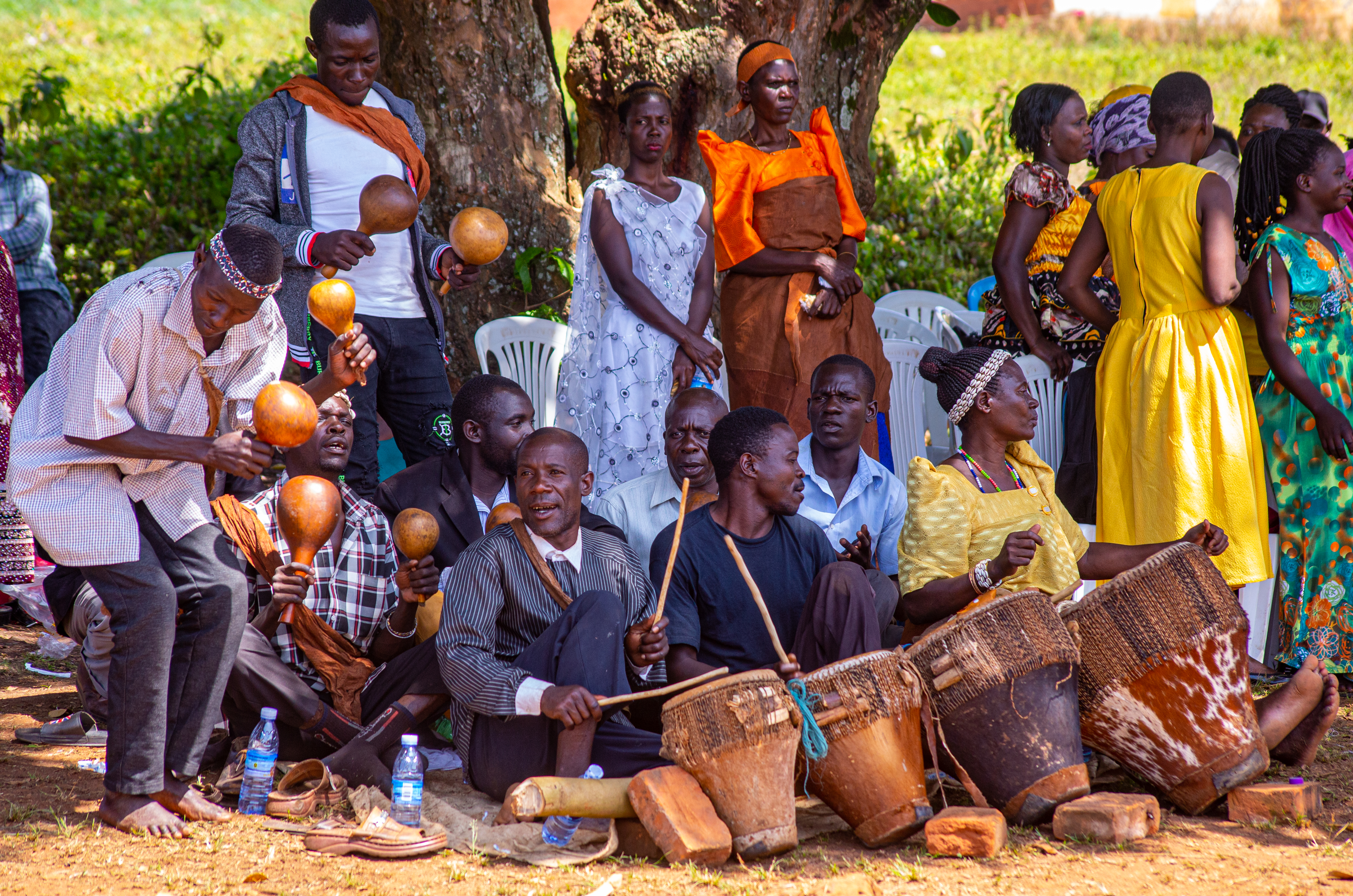
Zylindrisch-konische Trommeln in Uganda, der Holzkorpus ist vollständig mit Haut überzogen. Die Membran wurde durch quer eingeschobene Pflöcke behelfsmäßig gespannt. Dazu mehrere Kalebassenrasseln

Konstruktiv ist eine entenga eine zweifellige Röhrentrommel mit einer zylindrisch-konischen Korpusform. Etwa die Hälfte des hölzernen Korpus entspricht dem zylindrischen Baumstamm während die untere Hälfte bis auf eine kleine kreisrunde Aufstellfläche verjüngt ist. Die untere Öffnung ist wie die obere mit einer Rindshaut überdeckt und dient dazu, die Trommelmembran mit einer Vielzahl enger verdrehter Hautstreifen gegen die Unterseite zu verspannen. Akustisch und funktionell entspricht die senkrecht aufgestellte entenga einer Kesseltrommel, weshalb sich eine Klassifizierung als „Uganda-Kesseltrommel“ durchgesetzt hat.
Die V-förmige Verschnürung ist so dicht, dass die Hautstreifen praktisch parallel verlaufen und die gesamte Korpusoberfläche bedecken. Für eine mittelgroße Trommel werden rund 90 Meter Hautstreifen benötigt, die etwa 150 V-Verschnürungen ergeben. Falls nach längerem Nichtgebrauch die Membranspannung nachgelassen hat, können provisorisch Keile unter die Verschnürung geschoben werden. Bei anderen Trommeln werden solche Keile standardmäßig verwendet, um den Ton zu erhöhen. Für eine generelle stärkere Spannung der Membran schlägt der Musiker mit einem Schlägel direkt neben dem Rand der Membran in einer Abwärtsbewegung gegen die Verschnürung. Ist die Membranspannung zu stark, drückt er mit der Faust stark auf die Mitte der Membran.
Ein Satz entenga-Trommeln besteht aus 15 Instrumenten unterschiedlicher Größe, von denen 12 entsprechend ihrer Tonhöhe in einer Reihe stehen und zur Melodiebildung gespielt werden. Diese 12 Trommeln sind mit Rindshautstreifen an einer waagrechten Stange festgebunden, die an beiden Enden an in den Boden gesteckten Pfosten befestigt ist, so die Beobachtung von Klaus Wachsmann 1945 und von Lois Ann Anderson 1964–66. Jeweils zwei der Melodietrommeln waren damals miteinander verbunden. Heute wird auch ein Holzgestell mit einem quadratischen Abteil für jede einzelne Trommel verwendet. Die hineingestellten Trommeln sind wie die früher angebundenen Trommeln leicht schräg den Musikern zugewandt und in der Höhe so angeordnet, dass die auf einer Bank nebeneinander sitzenden Spieler die Membranen in Kniehöhe vor sich haben. Die kleinste Trommel befindet sich zu ihrer Linken.
Die übrigen 3 größeren Trommeln, die der rhythmischen Begleitung dienen, stehen separat in der verlängerten Linie der anderen auf der Seite der kleinsten Trommel und werden von stehenden Musikern gespielt. Vier Musiker bedienen die 12 Melodietrommeln, der erste Musiker erreicht die hohen Trommeln 1 bis 5, der zweite die Trommeln 3 bis 7, der dritte die Trommeln 6 bis 10 und der vierte Musiker die tiefen Trommeln 8 bis 12. Die Wirkbereiche der Musiker überlappen sich. Jeder kann nicht nur 3, sondern 5 Trommeln schlagen und damit allein ein Melodiemuster produzieren. Für die 3 separaten Rhythmustrommeln werden zwei Musiker benötigt.
Die Melodietrommeln werden mit sehr langen dünnen Stäben (enga) geschlagen, die am vorderen Ende U-förmig aufgebogen und am Griffende mit Stoff umwickelt sind, um sie besser in der Hand halten zu können. Die meisten ugandischen Trommeln werden nicht mit den Händen, sondern mit Schlägeln geschlagen. Diese rund ein Meter langen Stäbe sind eine Besonderheit der entenga. Dünne Stäbe von bis zu 40 Zentimetern Länge wurden ansonsten früher nur für das zu den bugandischen Königstrommeln gehörende kleine Trommelpaar kanabba benutzt. Die früher für die große äthiopische Zeremonialtrommel negarit verwendeten Schlägel waren ähnlich lang und nach oben gebogen. Üblich für andere Trommeln in Uganda sind kürzere, bis zu 30 Zentimeter lange und dickere Schlägel, wie sie auch für Nr. 13 und Nr. 14 der Rhythmustrommeln verwendet werden. Die größte Rhythmustrommel, Nr. 15, genannt nakawombe, wurde laut Klaus Wachsmann (1965) mit zwei besonders schweren Hölzern geschlagen. Lois Ann Anderson (1977) erklärt, dass die kleinere Rhythmustrommel Nr. 13, entemyo, von einem Musiker bedient wurde, während der zweite Musiker meistens die großen Trommeln Nr. 14, kyawakati, und Nr. 15, nakawombe, mit jeweils einem dicken Stock schlug.
Nakawombe ist auch eine Alternativbezeichnung für die gesamte Trommelgruppe. Die Melodietrommeln (omuwanjo) werden ebenfalls mit Namen unterschieden und nach den vier Spieler aufgeteilt. Die fünf am höchsten klingenden Trommeln 1 bis 5 heißen wie allgemein hohe Töne obutono („die kleinen“). Überlappend heißen Trommeln 3 bis 7, die in Anordnung und Tonhöhen die mittlere Position einnehmen, enjawuzi („die Teiler“). Trommeln 6 bis 10 werden enazi genannt, abgeleitet vom Verbstamm -naga („den Auftakt bilden“), weil mit ihnen das erste musikalische Thema gespielt wird. Das Wort für die Trommeln 8 bis 12, amatengezi („die Zitternden“) ist von der Wurzel -tengeteza abgeleitet, zu deren Bedeutungsumfeld das tiefe Grollen oder Erzittern der Erde bei einem Erdbeben gehört. 
Die Bezeichnung entemyo, laut Klaus Wachsmann (1965) für Rhythmustrommel 14 (wobei Nr. 13 und 14 unklar auch enjongo heißen können), ist von obutemyo (Singular akatemyo) abgeleitet, wie die Spitze eines konischen Hausdachs, die drei kürzesten Saiten der Bogenharfe ennanga und drei Saiten der Ganda-Leier endongo genannt werden. Weshalb diese Trommel so genannt wird, ist unklar, denn sie ist nicht die höchste, sondern die mittlere unter den Rhythmustrommeln. Die am höchsten klingende, vergleichsweise schlanke Rhythmustrommel ist Nr. 13, entemyo (auch enjongo, der Name entemyo steht auch für ein Trommelpaar in einem anderen Ensemble). Enjongo erscheint als Name für diese eine Trommel im Singular, sollte aber die Pluralbildung von olujongo sein. Eine Trommel namens olujongo gehörte zu den sechs Zeremonialtrommeln entamiivu am Hof von Buganda. Die olujongo war mit einer Länge von 105 Zentimetern und einem maximalen Durchmesser an der Membran von 26 Zentimetern ungewöhnlich schlank, was vielleicht eine Beziehung zum Adjektiv olujongojongo herstellt, das laut einem Luganda-Französisch-Wörterbuch von 1917 etwa gebraucht werden kann, um einen „Mann so dünn wie eine Bohnenstange“ zu beschreiben.

## Spielweise
Mitte des 20. Jahrhunderts war die entenga am Königshof von Buganda gegenüber den Zeremonialtrommeln timba und namanyonyi von nachrangiger Bedeutung, dennoch durfte sie nur während der Anwesenheit des Kabaka gespielt werden. Die entenga-Trommeln waren im alleinigen Besitz des Kabaka. Im Jahr 1955 erwarb Joseph Kiwánuka, der damalige Bischof von Masaka, die königlichen entenga für die Musikabteilung der Kizito's Technical School, wo sie erstmals für die Allgemeinheit zur Verfügung standen. Vor dieser Zeit konnte nur jemand die entenga ausleihen, wenn er die besondere Gunst des Kabaka erworben hatte oder ein Mitglied eines der die Trommeln betreuenden Clans war. Neben dem Butiko-Clan (Pilz-Totem) waren dies der Lugave-Clan (Schuppentier-Totem) und der Endiga-Clan (Schaf-Totem).
Im Jahr 1950 nahm der Musikethnologe Hugh Tracey entenga-Musik im königlichen Palast von Buganda auf. Weitere Tonaufzeichnungen machte die Musikethnologin Lois Ann Anderson bei ihrem Aufenthalt in Uganda 1964 bis 1966.
Mitte der 1960er Jahre waren beim Kabaka 14 entenga-Trommelspieler angestellt, die fünf verschiedenen Clans angehörten: 4 Musiker des Lugave-Clans (Schuppentier-Totem), 4 des Mmamba-Clans (Lungenfisch), 3 des Pfumbe-Clans (Zibetkatze), einer des Butiko-Clans (Pilz) und einer des Ndiga-Clans (Schaf). Die Auswahl jedes Einzelnen hing mit seinen verwandtschaftlichen Beziehungen zusammen und die Bestimmung der teilnahmeberechtigten Clans folgte teilweise weit zurückreichenden Traditionen. Der Leiter dieser Musiker, der die beiden tiefsten Rhythmustrommeln spielte, gehörte zum Lugave-Clan.
Entenga-Trommeln gab es bis in die 1960er Jahre nur im Palast des Kabaka in Kampala. Mit Beginn der autokratischen Herrschaft von Milton Obote 1966 wurden alle ugandischen Königtümer gewaltsam aufgelöst und der Palast des Kabaka zerstört, worauf das entenga-Ensemble zusammen mit den übrigen königlichen Traditionen verschwand. Der von Kiwánuka 1955 erworbene Trommelsatz konnte in den 1960er Jahren nicht mehr gespielt werden. Ende der 1960er Jahre besorgte sich das Kyambogo Teacher’s College in Kampala einen weiteren Nachbau des Trommelsatzes und engagierte einen entenga-Spieler, um das Trommelspiel an zukünftige Lehrer weiterzugeben. Die drei Rhythmustrommeln sind auf Abbildungen aus jener Zeit nicht zu erkennen und fehlten wahrscheinlich. Die gesamte entenga-Tradition war praktisch erloschen.
Die Initiative Singing Wells eines britischen und eines kenianischen Musiklabels zum Erhalt traditioneller Musik in Ostafrika begann 2013 mit dem Versuch, die entenga-Tradition wiederzubeleben. Als deren Kronzeuge fanden sie den Trommler Musisi, der 16 Jahre alt war, als der Königspalast in Kampala zerstört wurde. Unterstützung für das Projekt kam außerdem von Albert Ssempeke (* 1979), der die Flöte endere, die Leier endongo, die Bogenharfe ennanga und Trommeln spielt. So wurde ein Satz von 15 neuen Trommeln hergestellt und dieser nach alten Tonaufzeichnungen gestimmt.
Die bugandische Musik ist pentatonisch. Die höfische Musik wurde ursprünglich für Gesangsstimme und die Bogenharfe ennanga komponiert und anschließend auf das Holmxylophon amadinda (in der höfischen Musik entaala genannt) und die Trommeln entenga übertragen. Mit der Bogenharfe, dem Xylophon und den entenga-Trommeln werden dieselben Lieder gespielt. Nach Lois Ann Anderson (1977) kannten die Trommler 30 Lieder. Eine weitere Gemeinsamkeit von Xylophon und Melodietrommeln abgesehen vom selben Repertoire sind die verzahnten (englisch interlocking) Rhythmen, die bei den Trommeln vier Spieler nebeneinander, beim Xylophon zwei Spieler auf einer Seite und ein weiterer Spieler gegenüber produzieren. Im Unterschied zur Harfe, die stets der Gesangsbegleitung dient, ist die Musik des Xylophons und der Trommeln rein instrumental.
Die 12 Trommeln werden ungefähr wie die 12 Klangstäbe des Xylophons gestimmt. Das genaue Stimmen der Trommeln ist aufwendig und vor jedem Stück werden die Tonhöhen geprüft. Soll der Ton tiefer werden, drückt der Spieler kräftig mit dem Handballen auf die Mitte des Trommelfells. Um den Ton zu erhöhen, schlägt er mit einem der für die Rhythmustrommeln gebrauchten dicken Stöcke am oberen Rand gegen die Verschnürung.
Zu Beginn des Spiels finden die vier Musiker der Melodietrommeln ihre gemeinsame verzahnte Rhythmusstruktur, indem sie zunächst mit ihren dünnen Stäben kaum hörbar neben das Trommelfell auf den Korpusrand schlagen. Sie sind während eines Stücks ununterbrochen im Einsatz, während die beiden Spieler der Rhythmustrommeln zu Beginn und am Ende eines Stücks rhythmische Betonungen setzen. Früher spielte hierfür ein Musiker die beiden tiefsten Trommeln zugleich, beendete das Stück aber, indem er mit beiden Stöcken nur die tiefste Trommel nakawombe schlug. Die Rhythmustrommel Nr. 13, entemyo, wurde gebraucht, um mit einem einzelnen Schlag eine rhythmische Phrase einzuleiten.
Wie beim entaala werden bei den Melodietrommeln drei Rhythmusmuster unterschieden: okunaga („beginnen“), okwawula („teilen“) und okukoonera („schlagen, klopfen“). Zwei Musiker spielen okunaga und okwawula zugleich in verschiedenen Oktaven auf den fünf Trommeln in ihren (sich überlappenden) Bereichen. Der Trommler von okunaga spielt auch den Rhythmus okukoonera in der oberen Oktave. Beim entaala werden diese Rhythmen von zwei Musikern gespielt. Die Bezeichnungen entsprechen denen des entaala, nur dass dort ein Stück mit okunaga, bei den Trommeln jedoch mit okwawula, einem kurzen Ostinato, begonnen wird. Diesem folgt das längere melodisch-rhythmische Muster okunaga. Ein einzelnes Muster umfasst drei, vier oder fünf Tonstufen.
Um die melodischen Strukturen zu erlernen, sitzt der Schüler vor den für eine der drei Rhythmen verwendeten Trommeln und sein Lehrer vor den Trommeln der anderen Oktave. Zu Übungszwecken werden die Trommelkanten angeschlagen, wie dies auch zu Beginn eines Stücks geschieht. Damit lässt sich der Gebrauch der dünnen Stäbe in beiden Händen besser einüben und es ist nur ein leises Klacken zu hören. Am einfachsten ist das Muster okwawula bei den Stücken, die auf drei Tonstufen beschränkt sind, zu erlernen. Damit der Schüler lernt, sich auf sein Rhythmusmuster zu konzentrieren, ergänzt der Lehrer dazu den Rhythmus okunaga. Diese rhythmische Verzahnung von okwawula und okunaga verstärkt ein weiterer Spieler mit einzelnen Schlägen aus dem okunaga. Der Schüler lernt im Verlauf seines Unterrichts alle drei melodischen Rhythmusmuster, die zu einem mit den entenga-Trommeln gespielten Stück gehören. Lois Ann Anderson (1977) beobachtete, dass die Trommler später eine bestimmte Position an der Trommelreihe bevorzugten. Da Mitte der 1960er Jahre kein weiterer Trommelsatz außerhalb des Palastes von Kampala verfügbar war, nutzten die Schüler zum Üben auch ein entaala, das im Dorf des Ensembleleiters vorhanden war. Alle vier Musiker hockten sich zu diesem Zweck auf eine Seite des Xylophons.

## Verbreitung der Trommelspiele

### Uganda

#### Namadu

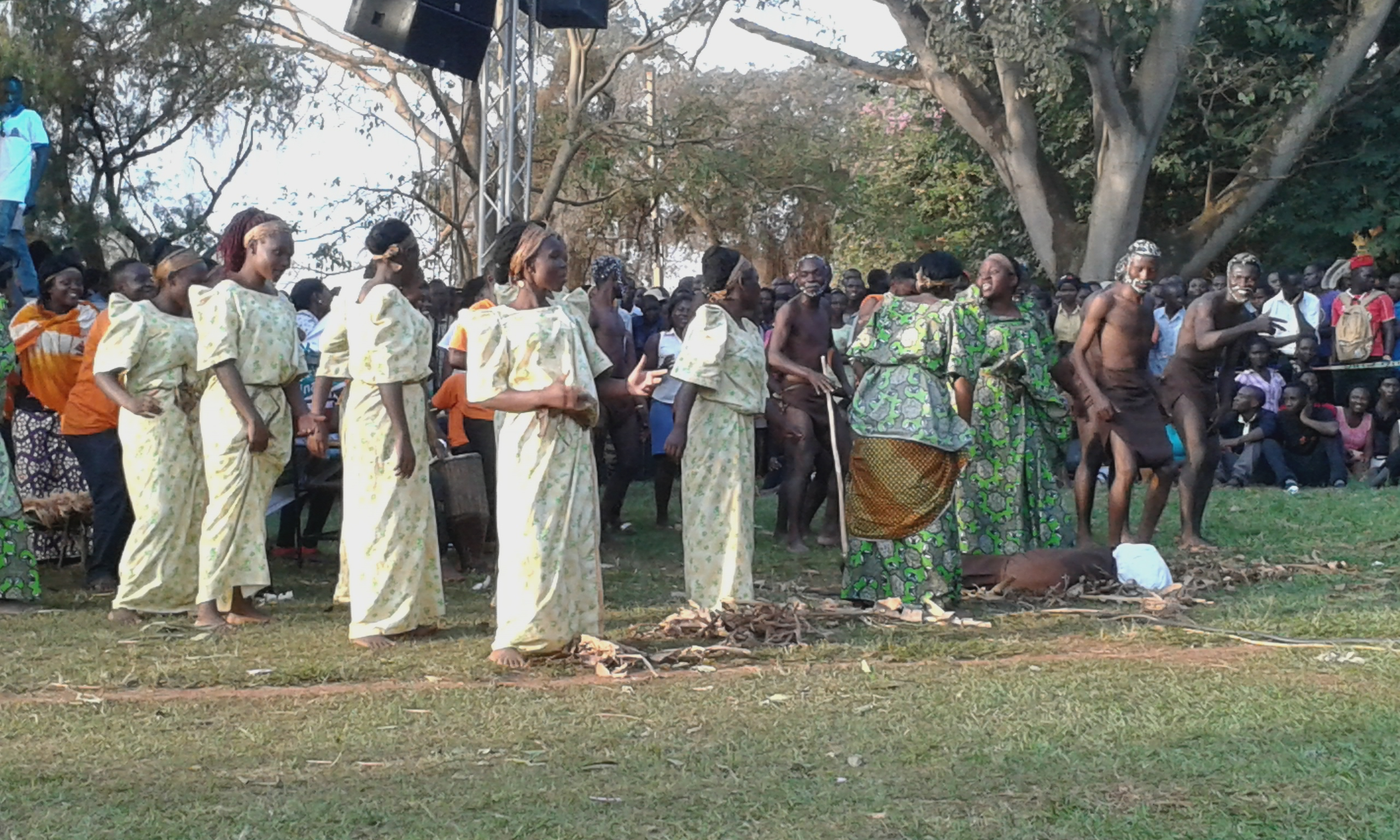
Namadu-Ritualtanz der Bagwere

Außerhalb des Königtums Buganda sind in Uganda zwei weitere Trommelspiele bekannt: namadu (namaddu) der Bagwere im Osten Ugandas mit sieben Trommeln und ein Satz mit sechs Trommeln myel bul („Trommellieder“), den die Langi im zentralen Norden (um die Stadt Lira) verwenden.
Die namadu-Trommeln verdrängten ab der Mitte des 20. Jahrhunderts das Xylophon entala (entaala, auch miruli) der Bagwere. Das damals bereits seltene entala bestand aus sechs Klangstäben (8 Zentimeter breit, 2 Zentimeter dick und durchschnittlich 50 Zentimeter lang), die um eine Trommel ergänzt wurde, sodass dem Musiker mit dem tiefen Ton der Trommel sieben Tonstufen zur Verfügung standen. Die Stimmung entsprach derjenigen der Bagwere-Bogenharfe (tongoli, sechs Saiten) mit vier Tönen in einer Oktave, also einer tetratonischen Skala mit annähernd äquidistanten Intervallen.
Die namadu-Trommeln wurden in der zweiten Hälfte des 20. Jahrhunderts zu einem kulturellen Symbol der Bagwere, gehörten aber nie zu einer höfischen Zeremonie, sondern begleiten Reinigungsrituale der Clans mit jugendlichen Tänzern. Nach einer der unterschiedlichen Erzählungen sollen die Bagwere zunächst für religiöse Zwecke das Xylophon entala erfunden haben. Weil die Banyole ihr Xylophon kopierten, beschlossen sie, nach dem Vorbild ihres Xylophons den Satz aus sieben gestimmten Trommeln einzuführen, weil der von keiner anderen Ethnie in Uganda verwendet wird. Nach anderen Aussagen wurde das Xylophon ersetzt, weil es nicht laut genug klang für die energiegeladenen Tänze kisamadu, die den Trommeln ihren Namen gaben. Die namadu-Trommelmusik hat eine wesentliche Funktion bei Clan-Ritualen gegen diverse Übel, die von besessen machenden Totengeistern ausgehen, wie Unfruchtbarkeit und soziales Fehlverhalten. Das namadu-Besessenheitsritual mit Tänzen und Kämpfen zwischen den Jugendlichen dient, wie andere Rituale, primär dazu, die mächtigen Ahnen und Clangeister zu besänftigen, um weiteren Schaden durch deren Einfluss auf die Lebenden abzuwenden. Die Musik und Tänze gehören zwar traditionell zu Clanritualen, die auch ein blutiges Opfer vorsehen, werden aber auch ohne Opfer als Volksunterhaltung aufgeführt.
Die namadu-Lieder sind bis heute bekannt, weil sie weitgehend dem Repertoire der Bogenharfe entsprechen. Die sieben namadu-Trommeln werden von einem Musiker gespielt. Sie bestehen aus einem konischen Holzkorpus, der mit einer Membran aus Rindshaut bespannt ist. Fünf der sieben Trommeln reichen üblicherweise aus, um eine Melodie zu spielen, die übrigen zwei Trommeln ergänzen den Rhythmus. Mit dünnen geraden Stöcken schlägt die linke Hand den Rhythmus auf der Basstrommel und die rechte Hand die Melodie. Die Melodietrommeln sind, beginnend mit der höchsten Trommel links neben der Basstrommel, im Halbkreis vor dem am Boden sitzenden Musiker angeordnet.

#### Myel bul

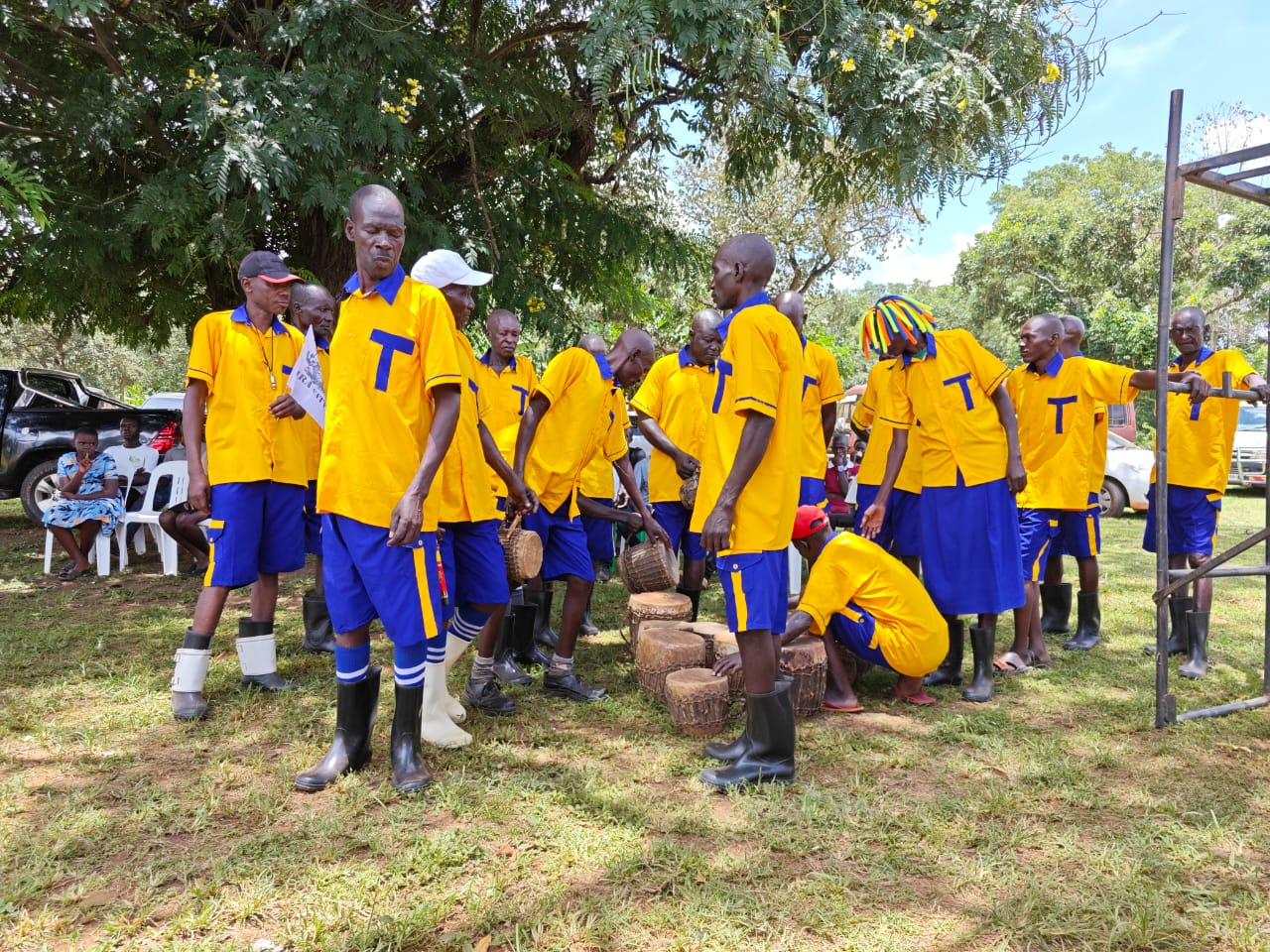
Vorbereitung zum abuda-Volkstanz von Lango-Männern in Gummistiefeln, der von 10 bis 15 Trommeln begleitet wird

Wie die zwölf entenga- und die sieben namadu-Trommeln mit einem Xylophon in einer musikalischen Beziehung stehen, sind die sechs Trommeln myel bul der Langi mit einem anderen Idiophon musikalisch verbunden. Dieses wird bul tyang’ apena („Trommel aus Schilfrohr“) genannt und besteht aus sechs Pflanzenrohren, die an zwei Stellen halb eingeschnitten sind, sodass sich drei mehr oder weniger ähnlich lange Abschnitte ergeben. Das Mittelteil des längsten Rohrs misst etwa 40 Zentimeter. Die Rohre werden an den Einschnitten rechtwinklig zu einer U-Form umgebogen und nebeneinander in den Erdboden gesteckt. Zwei Jungen schlagen mit jeweils zwei Stöcken auf die waagrechten Mittelteile der Rohre. Die Wirkungsbereiche der beiden Jungen überlappen sich wie bei den Musikern der sechs nebeneinander aufgestellten Trommeln. Anders als bei den entenga-Trommeln steht beim myel bul die tiefste Trommel links vor den Musikern.
In den 1950er und 1960er Jahren scheint das Trommelspiel myel bul selten gewesen zu sein, denn Klaus Wachsmann machte zwar 1954 Aufnahmen von ikoce-Tänzen der Langi, aber ohne Trommelreihe. Ikoce ist ein Sprungtanz einer Gruppe von Männern, zu dem ein unisono Gesang gehört. Vorsänger und Leiter ist der Trommelspieler, der eine im Halbkreis um sich herum aufgestellte Reihe von heute acht bis zehn kleinen Röhrentrommeln mit den Händen schlägt. Ein zweiter Musiker ergänzt üblicherweise einen Rhythmus mit Stöcken auf zwei separaten Trommeln. Beim abuda, einem theatralischen Volkstanz, springen Lango-Männer mit Gummistiefeln und singen unisono, begleitet von zehn oder mehr Trommeln. Mit einem melodisch gespielten Trommelkreis begleiten die Langi auch andere Volkstänze.

### Äthiopien
Die äthiopische Kesseltrommel negarit (namentlich von arabisch naqqara abgeleitet) kann als altehrwürdiges Machtsymbol politischer und religiöser Herrschaft in eine Beziehung zu den entenga-Trommeln gestellt werden. Einzelne große Kesseltrommeln als Zeremonialtrommeln und Insignien der Herrscher wurden im östlichen Afrika außer in Uganda und Äthiopien auch in den Königreichen von Ruanda (vier nebeneinander, jeweils auf einem Ständer waagrecht gelagerte, riesige Kesseltrommeln ingabe der Tutsi-Herrscher) und Burundi (bis zu 25 senkrecht aufgestellte, aus einem Baumstamm gefertigte Bechertrommeln ingoma) gebraucht.
Die negarit wurde für staatliche Zeremonien und Proklamationen des Kaisers verwendet, war aber bereits vor dem Ende des Kaiserreichs 1974 praktisch verschwunden. Genauere Informationen und Bildmaterial zur Spielweise der negarit sind nicht überliefert. In der Zeremonialmusik wurden mehrere negarit mit mehreren Längsflöten embilta und Langtrompeten malakat gespielt. Heute werden negarit noch rituell in Klöstern der äthiopisch-orthodoxen Kirche eingesetzt. Der Korpus der negarit war eine flache Schale mit einem Durchmesser zwischen etwa 20 Zentimetern (aus Ton, Holz oder Metall) und gut 90 Zentimetern (aus Kupfer).
Historischen Fotografien zufolge wurden mehrere große negarit ohne eine bestimmte Anordnung zu einer Gruppe zusammengestellt und von je einem Musiker mit gebogenen Stöcken geschlagen. Eine Miniatur in einem vor 1730 entstandenen äthiopischen Manuskript mit biblischen Szenen zeigt eine Reihe von musizierenden Figuren über einem Wolkenband. Es sind die sieben Engel aus der Offenbarung des Johannes, von denen jeder einen gebogenen Stock in der erhobenen rechten Hand hält und damit auf die vor ihm stehende Kesseltrommel schlägt.
Die paarweise Verschnürung von Kesseltrommeln, wie früher bei den entenga und bei anderen Trommeln in Uganda, ist auch bei den mit dem Wortumfeld naqqara benannten nordafrikanischen Kesseltrommeln üblich, deren Verbreitungsgebiet sich über Persien bis nach Indien erstreckt. Klaus Wachsmann (1965) erwähnt diese Ähnlichkeit, stellt aber keinen Bezug her, sondern erkennt eher eine weitreichende Verbindung bei den am Ende aufgebogenen Trommelstöcken. Curt Sachs (1940) zufolge sollen die gebogenen Trommelstöcke, die auf altindischen Reliefs abgebildet und bis nach Tibet, Südindien und Südostasien verbreitet sind, ihren Ursprung im Gebiet von Iran haben. Dem ugandischen Trommelspiel am nächsten kommt in diesem Zusammenhang eine indische Miniatur aus dem 17. Jahrhundert, die erstmals in A. H. Fox Strangways (The Music of Hindostan, 1914) abgebildet wurde und laut Bildunterschrift einen Ausschnitt aus der „Kapitulation von Kandahar in der Sammlung Sitaram Lal von Benares“ zeigt. Thema ist die Eroberung der damals zum Mogulreich gehörenden Stadt Kandahar durch die Safawiden 1638. Zu sehen sind fünf in einer Reihe sitzende Musiker, die mit den Händen kleine Kesseltrommelpaare (naqqara) schlagen, in ihrer Mitte ein weiterer Musiker mit einem etwas größeren Kesseltrommelpaar und links am Bildrand ein stehender Musiker mit einer großen Standtrommel. Weitere Musikinstrumente dieses mogulindischen naubat-Ensembles sind mehrere Langtrompeten (karna), Kegeloboen (surnā) und Paarbecken.

### Malawi

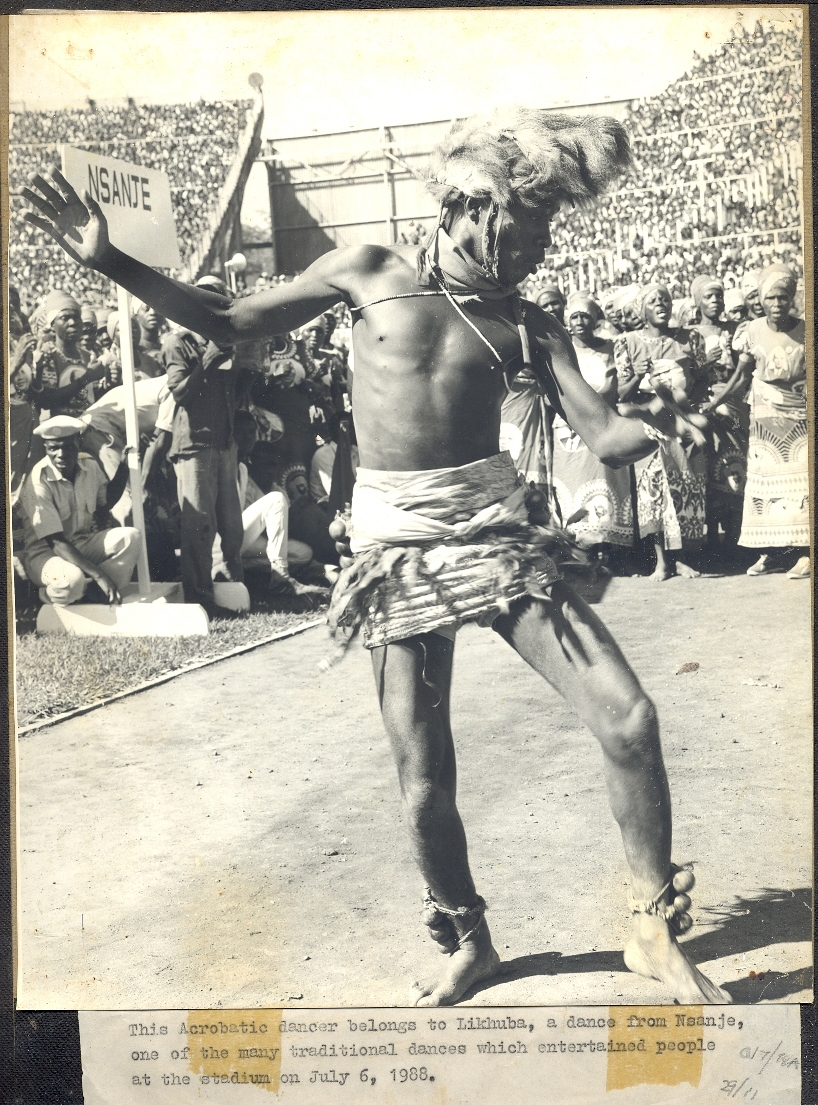
Likhuba-Tänzer in Malawi, 1988

Das Trommelspiel likhuba aus neun oder zehn pentatonisch gestimmten Trommeln mit bis zu einem Meter Länge ist bei den Ethnien der Mang’anja in Malawi und Sena im Süden von Malawi und im Nordwesten von Mosambik bekannt. Die likhuba-Trommeln gehören zu einem akrobatischen Männertanz likhuba, der früher bei einer Heilungszeremonie für eine Frau aufgeführt wurde, heute jedoch lediglich der Unterhaltung dient. Wim van Zanten (1980) gibt für denselben Trommelsatz bei den Sena in Malawi den Namen ntanda an.
Bei einem Satz von neun Instrumenten spielt der leitende Musiker typischerweise fünf oder sechs Trommeln, ein Musiker die Trommeln 6 und 7, zwei weitere Musiker bedienen die beiden Basstrommeln 8 und 9. Hugh Tracey, der 1958 am Sambesi im Süden von Malawi Aufnahmen mit likhuba-Trommelmusik machte, gibt die Tonhöhen wie folgt an:
- gogogo, höchste Trommel, 388 Hz (ungefähr g1)
- usindi, vier Trommeln, 324 Hz (e1), 264 Hz (c1), 228 Hz (zwischen a und b), 194 Hz (g)
- ndusi, 162 Hz (e)
- usonjo, 132 Hz (c)
- ntewe, 118 Hz (B)
- ngunte, möglicherweise 97 Hz (G)[54]

Neben Trommeln und Rasseln gehören die Brettzither bangwe (mit 7 bis 14 Saiten) und das Rahmenxylophon valimba (mit 20 bis 24 Klangstäben) zu den beliebtesten traditionellen Musikinstrumenten der Sena. In ihrer Musik, die auf einer äquidistanten heptatonischen Skala basiert, unterscheiden die Sena zunächst einen relativen hohen Ton (fala ing'ono, „kleiner Ton“) von einem tiefen Ton (fala ikulu, „großer Ton“). Die Töne dazwischen ordnen sie nach ihrer relativen Tonstufe, geben aber nicht allen Tönen einen eigenen Namen, weshalb vier der Trommeln gleich benannt werden. Teilweise stimmen die Trommelnamen mit den entsprechenden Tonstufen bei der bangwe und der valimba überein (so bei gogogo, dem höchsten Ton, und gunthe, dem tiefsten Ton). Beim Trommelspiel, der Brettzither und beim Xylophon befindet sich stets der tiefste Ton (Membran, Saite bzw. Klangstab) auf der rechten Seite des Musikers.
Die Trommelmembranen werden durch Erhitzen über dem Feuer gestimmt, wodurch sich der Ton erhöht. Dazu werden die Trommeln flach auf den Boden neben ein in der Mitte brennendes Feuer gelegt. Um den dumpfen schweren Klang der Trommelschläge zu erreichen, setzen die Musiker anschließend einen Ring aus einer ölhaltigen Paste in die Mitte des Trommelfells, bei manchen Trommeln überdecken sie die Mitte des Fells vollständig mit Paste. Unmittelbar nach dem Spiel wurde, Hugh Tracey zufolge, die auf der Basis von beispielsweise Rizinusöl oder Schmierfett angerührte Paste wieder entfernt, um nicht die Membran aufzuweichen. Die den Leiter begleitenden Rhythmustrommeln spielen den in der Region hauptsächlich gebrauchten Rhythmus von 4 × 3 = 12 Zählzeiten.
Der Musikethnologe Moya Aliya Malamusi traf 1988 im Township Bangwe von Blantyre den Musiker Mário Sabuneti, der einen Satz von sieben einfelligen Zylindertrommeln spielte. Die Membranen aus Rindshaut waren mit Holznägeln am Rand des Holzkorpus befestigt. Die achte Trommel war eine zweifellige Zylindertrommel mit gegeneinander verschnürten Membranen. Drei der nach der Tonskala des Xylophons (valimba) gestimmten Trommeln standen senkrecht auf dem Boden, die übrigen fünf lagerten waagrecht übereinander in einem Holzgestell. Der Musiker spielte allein alle acht Trommeln mit etwa 30 Zentimeter langen Stäben, nur die unten im Gestell liegende große Basstrommel schlug er mit einer selbst gebauten Fußmaschine. Außerdem sang er, während sein Begleiter eine zweite Stimme ergänzte. Sabuneti gab seinem Instrument den Namen samba ngoma, gemeint als Aufforderung zum Tanzen.

### Nigeria

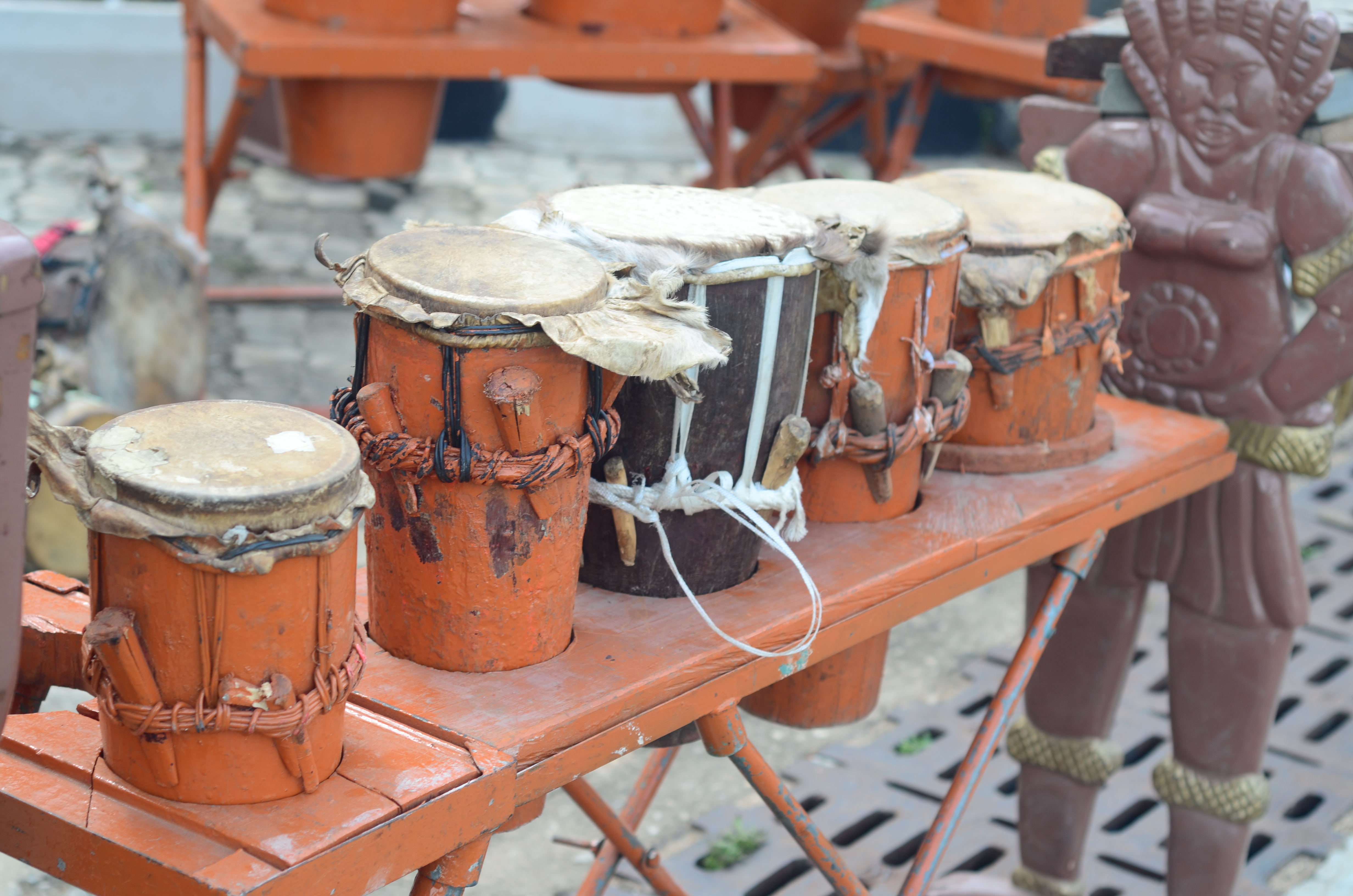
Einfellige Trommeln der Yoruba in Nigeria mit einem umlaufenden Faserring und Holzkeilen

Bei den Igbo im Süden Nigerias sind drei Trommelspiele bekannt, die aus kleinen einfelligen Zylindertrommeln bestehen: ese, ukom und mgba. Bei allen Trommeln ist die Membran an einer in der Mitte des Holzkorpus umlaufenden Pflanzenfaserwicklung festgebunden und mit mehreren, in die Wicklung geschobenen Holzkeilen verspannt. Die Trommelspiele sind Sprechtrommeln und die Varianten werden für bestimmte Bestattungszeremonien gebraucht.
Die ese-Trommeln haben Durchmesser zwischen 10 und 20 Zentimeter und eine Höhe zwischen 13 und 18 Zentimeter. Vier Melodietrommeln entsprechen einem zylindrischen Holzmörser mit einem geschlossenen Boden. Hinzu kommt eine an der Unterseite offene „Geistertrommel“ (muo ese) mit einem tiefen unbestimmten Ton, die für rhythmische Punktierungen (isu nkwa) als Rhythmustrommel verwendet wird. Damit besitzt die ese einen Tonumfang von fünf Stufen, die vor jedem Einsatz sorgfältig gestimmt werden. Die Tonintervalle von einer kleinen Terz, einer großen Sekunde und einer übermäßigen Sekunde bedeuten in Verbindung mit dem Rhythmus einen Buchstaben oder eine Silbe der gesprochenen Tonsprache. Der Schlag der „Geistertrommel“ steht für den abfallenden Ton der Stimme. Die rhythmische Struktur der Sprache wird mit den Trommeln genau wiedergegeben.
Hauptsächlich verwendet werden die Trommeln von den Ngwa, einer Untergruppe der Igbo, für die drei aufeinanderfolgenden Zeremonien beim Tod eines bedeutenden männlichen Gemeindemitglieds. Dem Trommler kommt dabei die Aufgabe zu, sprachlich mit den Ahnen und Geistern in Kontakt zu treten. Mit den so Heraufbeschworenen soll ein dramatischer Dialog entstehen. Die Bedeutung, die dem präzisen Einsatz der Trommeln beigemessen wird, machen die drei auf den Anlass bezogenen Varianten des ese-Trommelsatzes deutlich: Ese elu ulo („Dachspitzen-ese“) wird nur bei der Bestattungszeremonie eines politisch und wirtschaftlich außerordentlich bedeutenden Mannes gespielt. Ese ike („machtvolles ese“) gilt einem Verstorbenen von überdurchschnittlichen Verdiensten und ese akpukpo („Trommelfell-ese“) gebührt einem Mann mit standesgemäßen Verdiensten. Diese Trommelklassen entsprechen den drei hierarchischen Stufen der Verstorbenen und dem sorgsam darauf abgestimmten Aufwand bei den Bestattungszeremonien.
Die beiden anderen Trommelspiele der Igbo sind ukom mit neun bis zehn ähnlich großen Zylindertrommeln und (nkwa) mgba mit neun auf eine andere Skala gestimmten Trommeln. Die ukom werden von zwei Musikern und die mgba von drei Musikern gespielt. Die Trommeln stehen in einer geraden oder gekrümmten Reihe auf dem Boden. Ukom ist eine bei der Bestattungszeremonie einer bedeutenden Igbo-Frau gespielte Musik. Gelegentlich werden ukom oder die anderen Trommelsätze als „Xylophon-Trommel“ bezeichnet. Der leitende Musiker spielt alle zehn Trommeln und sein Begleiter ergänzt auf den tieferen vier bis sechs Trommeln zur Melodie ostinate harmonische Strukturen.
Mgba-Musik begleitet – alternativ zu einem Ensemble mit einem Zwei-Platten-Xylophon, einer Schlitztrommel, einer Doppelglock und der Flöte oja – Ringerwettkämpfe (egwu mgba oder ekere mgba) und andere gesellschaftliche Anlässe wie Taufzeremonien oder die Eröffnung einer Gemeindeinstitution.

### Myanmar

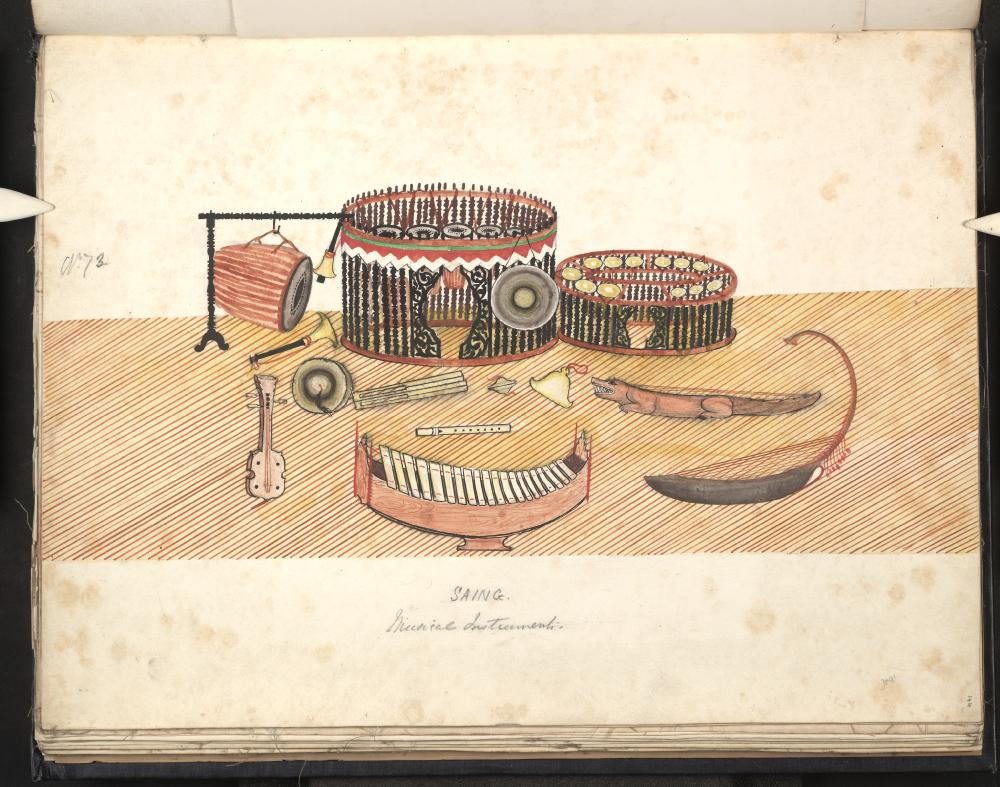
Musikinstrumente eines burmesischen hsaing waing-Orchesters, darunter in der Mitte hinten der namensgebende Trommelkreis, rechts daneben der Buckelgongkreis kyi waing, vorne das Bambusxylophon pattala und vorne rechts die Bogenharfe saung gauk. Aquarell von 1897

Das in einer gebogenen Reihe auf dem Boden aufgestellte nigerianische Trommelspiel ukom erinnert in Größe, Zahl und Anordnung der Trommeln an den indischen Trommelkreis tabla tarang, der jedoch erst im 19. Jahrhundert als seltenes Melodieinstrument in die klassische indische Musik eingeführt wurde und deshalb nicht als Argument für eine alte Kulturverbindungen herangezogen werden kann. Die tabla tarang ist auch nicht mit einem Xylophon musikalisch verbunden.
Dagegen wurden um die Mitte des 20. Jahrhunderts die ugandische entenga, der Trommelkreis hsaing waing in Myanmar und die Trommelreihe taganing in Indonesien von Vertretern diffusionistischer Theorien angeführt, um einen Kulturaustausch von Asien nach Afrika zu belegen, wie dies etwa Jaap Kunst 1960 anhand des kleinen indonesischen Perkussionsinstruments kemanak versuchte. Die Parallelen unter den Trommelspielen werden auch ohne die genannten Theorien festgestellt.
Die Musik Myanmars ist durch den seit dem 1. Jahrtausend in Südostasien verbreiteten und in der Kulturtradition tief verankerten Buckelgong geprägt. Im klassischen Ensemble gruppieren sich um den Buckelgongkreis kyi waing Xylophone, die Kegeloboe hne, der mit seinem kreisrunden Gestell dem Buckelgongkreis entsprechende Trommelkreis hsaing waing (auch pat waing), einzelne Trommeln und weitere Idiophone. Das hsaing waing-Ensemble wird für die Musik im Freien bei Theateraufführungen, religiösen Anlässen und sämtlichen Festveranstaltungen eingesetzt.

### Sumatra

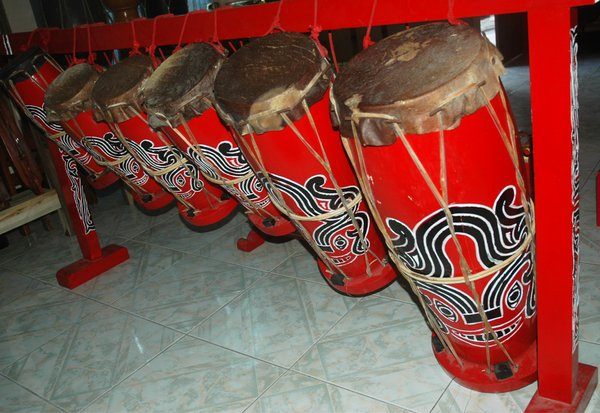
Ein Satz von fünf Röhrentrommeln taganing und rechts der Basstrommel gordang der Toba-Batak in Sumatra

Im klassischen indonesischen Gamelan von Java und Bali bilden waagrecht in einer Reihe angeordnete Buckelgongs (bonang), in Gestellen hängende Buckelgongs, Metallophone (saron) und zweifellige Fasstrommeln (kendang) das melodisch-rhythmische Zentrum. Die einzigen Melodieinstrumente, die wie die burmesische hne einen anhaltenden Ton produzieren, sind entweder die Bambusflöte suling oder die Spießgeige rebab. Buckelgongs werden manchmal im Rechteck um den Spieler, aber nicht im Kreis aufgestellt. Melodisch gespielte Trommelkreise sind in Südostasien auch nicht bekannt, außer auf Sumatra.
Bei den Batak in der Provinz Nordsumatra heißt das dem Gamelan vergleichbare Orchester gondang (Toba-Batak) oder gendang (Karo-Batak), sprachlich mit indonesisch kendang (gendang, „Trommel“) verbunden. Eine ähnliche Basis von Idiophonen (Buckelgongs ogung) wie beim Gamelan wird durch die Kegeloboe sarune melodisch ergänzt. Hinzu kommt beim gondang der Toba-Batak als Entsprechung zum burmesischen hsaing waing das Trommelspiel taganing, das aus einer Reihe von fünf unterschiedlich gestimmten einfelligen Röhrentrommeln besteht.
Die fünf taganing (auch tataganing) besitzen einen leicht bauchigen, aus dem Stamm eines Jackfruchtbaums (indonesisch nangka, Bataksprachen pinasa, sangkotan) geschnitzten Holzkorpus mit einem breiten Rand als Standfläche am unteren offenen Ende. Die über den Korpusrand gezogene Membran aus Wasserbüffel-, Rinds- oder Ziegenhaut wird in einer für Sumatra spezifischen Methode gespannt. Sechs Holzstifte sind waagrecht durch zwei Löcher in der Membran gesteckt und dienen als Anker, um eine Rattanschnur zu fixieren, die am unteren Korpusrand um eingeschlagene Holznägel verläuft. Jeweils zwei benachbarte Spannschnüre werden miteinander verdreht und durch eine in der Mitte des Korpus umlaufende Schnur in dieser Position gesichert. Eine sechste größere Basstrommel gordang von rund einem Meter Länge dient der rhythmischen Akzentuierung. Sie wird von einem zweiten Spieler mit zwei Stöcken geschlagen. 
Artur Simon (1984) gibt für einen taganing-Trommelsatz folgende Maße an:
1. anak ni taganing („Kind der taganing“), Länge 43 Zentimeter, Membrandurchmesser 16 Zentimeter
2. paidua („die zweite“), Länge 45 Zentimeter, Durchmesser 16 Zentimeter
3. paitolu („die dritte“), Länge 45 Zentimeter, Durchmesser 18 Zentimeter
4. paiopat („die vierte“), Länge 46 Zentimeter, Durchmesser 19 Zentimeter
5. pailima („die fünfte“), Länge 49 Zentimeter, Durchmesser 20 Zentimeter

Mit den taganing werden den Gongspielen entsprechende, schnelle melodisch-rhythmische Formeln in einer Ritualmusik gespielt, mit der Ahnengeister angerufen werden sollen. Der Musiker schlägt mit Stöcken entweder eine rhythmische Basis ähnlich dem Taktgeber hesek-hesek (Eisenplatte oder mit einem Nagel geschlagene Bierflasche) oder er folgt der Melodielinie der sarune. Die fünf Töne der sarune sind nicht einheitlich, aber meistens auf die aufeinanderfolgenden Stufen einer diatonischen Skala gestimmt. Die fünf Trommeln werden hingegen in weiteren Intervallen – ungefähr in Terz- und Quartabständen – gestimmt. Beim parallelen Zusammenspiel der beiden Instrumente ergeben sich somit zwar ein übereinstimmender Rhythmus, aber völlig verschiedene Melodielinien. 
Taganing werden vom Leiter (pargonsi) des gondang gespielt. Ob die taganing eher rhythmisch oder eher melodisch geschlagen werden, ist vom einzelnen gondang und dem rituellen Anlass abhängig. Das zeremonielle Ensemble gondang somba-somba begleitet einen Stehtanz von Frauen und Männern, der zu großen traditionellen Festen gehört. Das Ensemble besteht aus einem taganing-Trommelsatz, einer Basstrommel gordang, einer Kegeloboe sarune, einem tiefen Buckelgong ogung oloan, je einem weiteren Gong ogung pangalusi, ogung doal na godang und ogung panggora sowie dem Taktgeber hesek-hesek. Ursprünglich begleitete das gondang somba-somba einen Trancetanz.
Sind eine oder mehrere zweisaitige Zupflauten hasapi beteiligt, ergibt sich der Ensembletyp hasapi taganing, der für kleinere Rituale in geschlossenen Räumen in Frage kommt. Wie entenga und hsiang waing stehen die taganing mit einem Xylophon musikalisch in Beziehung: dem garantung. Anfang des 20. Jahrhunderts bestand das garantung aus fünf dicken Klangstäben, heute sind es meist sieben oder acht aufgehängte Klangstäbe. Das Xylophon wird von den Toba-Batak in der Ritualmusik, Unterhaltungsmusik und im Batak-Musiktheater uning-uningan eingesetzt. Das garantung hat einen großen Teil des Repertoires mit dem Trommelspiel taganing gemeinsam und wird von einigen Musikern auch taganing genannt. Gestimmte Trommelspiele sind auch von drei anderen, mit den Toba-Batak verwandten Ethnien in Nordsumatra bekannt, den Pakpak, den Simalungung und den Mandailing. Dort werden sie aber eher rhythmisch und weniger als Melodieinstrument verwendet. In der Musik der Mandailing heißt dieses Ensemble gordang sambilan („neun Trommeln“).